# Shigetatsu Matsunaga
Shigetatsu Matsunaga (Hamamatsu, Prefectura de Shizuoka, Japó, 12 d'agost de 1962) és un exfutbolista japonès.

## Selecció japonesa
Shigetatsu Matsunaga va disputar un total de 40 partits amb la selecció japonesa.